# Municipio de Farmington (condado de Day)
El municipio de Farmington (en inglés: Farmington Township) es un municipio ubicado en el condado de Day en el estado estadounidense de Dakota del Sur. En el año 2010 tenía una población de 33 habitantes y una densidad poblacional de 0,35 personas por km².

## Geografía
El municipio de Farmington se encuentra ubicado en las coordenadas 45°32′53″N 97°54′22″O / 45.54806, -97.90611. Según la Oficina del Censo de los Estados Unidos, el municipio tiene una superficie total de 93.38 km², de la cual 91,93 km² corresponden a tierra firme y (1,55 %) 1,45 km² es agua.

## Demografía
Según el censo de 2010, había 33 personas residiendo en el municipio de Farmington. La densidad de población era de 0,35 hab./km². De los 33 habitantes, el municipio de Farmington estaba compuesto por el 93,94 % blancos, el 3,03 % eran afroamericanos y el 3,03 % eran de una mezcla de razas. Del total de la población el 0 % eran hispanos o latinos de cualquier raza.